# 亞瑟·斯諾蒂諾斯
亞瑟·斯諾蒂諾斯（英語：Arthur Sinodinos；1957年2月25日—）是澳洲的一位政治家、外交家，是澳洲人，屬於澳洲自由黨。他在滕博爾內閣中擔任內閣秘書職務。身為希臘裔的斯諾蒂諾斯是一位希臘正教徒，和他的家人居住在新南威爾士州，並曾任該州聯邦參議員。直至2020年赴美擔任大使。